# Чубатий Микола Дмитрович
д-р Мико́ла Дмитрович Чуба́тий (11 грудня 1889, Тернопіль — 10 липня 1975, Петерсон, США) — український вчений, історик української церкви і права, педагог і публіцист, дійсний член НТШ (з 1928; засновник і перший голова Американського відділу НТШ); український суспільний і католицький діяч.

## Життєпис
Народився 11 грудня 1889 року в місті Тернополі (Королівство Галичини та Володимирії, Австро-Угорщина, нині Україна).
У 1909 році закінчив Тернопільську українську гімназію (VIII клас), потім Львівську духовну семінарію (1913). Студіював (1909–1918) теологію, історію і право у Львівському (1913–1914, закінчив у 1917) та Віденському (1914–1916) університетах, учень Михайла Грушевського та Освальда Бальцера. У 1917 році отримав ступінь доктора філософії.
Брав активну участь у відновленні державності в Західній Україні як розвідник і кур'єр Центрального Військового Комітету, що готував Листопадовий чин. Був активним учасником зайняття українськими силами Львова вночі 1 листопада 1918 року та роззброєння відділку жандармерії в Миклашові під Львовом. Став першим асистентом державного секретаря освіти Агенора Артимовича в уряді ЗУНР. У січні 1919 року прем'єр Сидір Голубович включив його, як знавця історії українського права, до складу делегації до Києва для проведення Злуки ЗУНР і УНР.
Перебував на посаді доцента Державного українського університету (нині — Кам'янець-Подільський національний університет імені Івана Огієнка) у 1919 році. Після повернення до Львова — помічник головного редактора журналу «Нова Рада», засновник і редактор тижневика «Правда». Професор Львівського (таємного) українського університету (1920–1923), Греко-католицької богословської семінарії, згодом академії (1927–1938), УВУ та УКУ (з 1963). З 1926 року — член Українського богословського товариства.
У 1939 році емігрував до США. Засновник і перший голова американського відділу Наукового Товариства імені Шевченка. Співзасновник Українського конгресового комітету Америки і довголітній редактор його друкованого органу «The Ukrainan Charterly» (1944–1957).

## Наукові праці

### Головні наукові праці з історії української церкви
- Митрополит Іпатій Потій, апостол церк. єдности (1914).
- Західна Україна і Рим у 13 ст. у своїх змаганнях до церковної унії (ЗНТШ, 123 — 24 тт., 1917).
- Про правне становище церкви в козацькій державі [Архівовано 28 січня 2017 у Wayback Machine.] (ж. «Богословія», т. III. — Л., 1925).
- Історія унійних змагань в Українській церкві (1-3. — Л., 1937).
- Історія християнства на Руси-Україні (т. І [Архівовано 8 грудня 2015 у Wayback Machine.] до 1353, та т. II [Архівовано 22 грудня 2014 у Wayback Machine.] 1353–1458. — Рим 1965 і 1976).

У працях з церковної історії М. Чубатий підкреслював значення християнства на українських землях перед Володимиром Великим, підтримував тмутороканську теорію походження ієрархії в Києві та доводив автономію і помісність Київської митрополії.

### Праці з історії українського права, в яких Чубатий оформив схему історії українського права
- Огляд історії українського права: державне право. Випуск 1 [Архівовано 2 лютого 2017 у Wayback Machine.] і 2 [Архівовано 2 лютого 2017 у Wayback Machine.]. — Львів, 1921—1922.
- Державно-правне становище українських земель Литовської держави від кінця 14 ст. (Записки НТШ, тт. 134—135 (1924) і 144—145[4] 1926)
- Literatur der ukrainischen Rechtsgeschichte in Jahren. (1919–1929).
- Przewodnik historyczno-prawny, II — IV. (1930).

### Загальні історичні праці
- Княжа Русь-Україна та виникнення трьох східнослов'янських націй[5]. (Записки НТШ, т. 178 (1964).

## Публіцистика
Публікував статті в галицьких газетах («Нова Рада», «Правда», «Діло», «Дзвони», «Мета») і американських («Свобода» — постійний співробітник у 1942–1954, «Америка» й ін.). М. Чубатий був співзасновником Українського конгресового комітету Америки і довголітнім редактором його органу «The Ukrainian Quarterly» (1944–1957). Як католицький діяч Чубатий був головою секції «Pro Oriente», брав участь у конгресах «Pax Romana»; був співзасновником товариства «Обнова». У 1960–1970-их був діячем руху за патріархат Української католицької церкви.
Своїми публікаціями Чубатий спричинився до поширення знання про Україну в англосаксонському світі.